# Lindigia varicolor
Lindigia varicolor är en tvåvingeart som beskrevs av Charles Howard Curran 1947. Lindigia varicolor ingår i släktet Lindigia och familjen parasitflugor.
Artens utbredningsområde är Ecuador. Inga underarter finns listade i Catalogue of Life.